# Горовецький Іван Феофанович
Іван Феофанович Горовецький (нар. 1917, село Стройникове, тепер село Марто-Іванівка Олександрійської міської ради Кіровоградської області — ?, Кіровоградська область) — український радянський діяч, машиніст екскаватора Байдаківського вугільного розрізу тресту «Олександріявугілля» Кіровоградської області. Герой Соціалістичної Праці (29.06.1966). Депутат Верховної Ради СРСР 4—5-го скликань.

## Життєпис
Народився 1917 року в селянській родині. З дитячих років був підпаском, пастухом. Освіта неповна середня: закінчив семирічну школу в рідному селі.
Трудову діяльність розпочав у 1933 році в Олександрійській геологорозвідувальній партії. З 1933 року працював на Байдаківському вугільному розрізі, спорудженому неподалік від його рідного села, робітником-бурильником, потім буровим майстром, а з 1935 року — машиністом екскаватора.
З 1941 по 1945 рік — у Червоній армії, учасник німецько-радянської війни. Служив зв'язківцем 262-го батальйону Південно-Західного фронту. 14 лютого 1942 року був важко поранений. З листопада 1942 року — стрілець 362-го стрілецького полку Калінінського фронту. Тричі був поранений. У жовтні 1945 року демобілізований і повернувся на Кіровоградщину.
У 1945 — січні 1967 року — машиніст екскаватора Байдаківського вугільного розрізу тресту (комбінату) «Олександріявугілля» Кіровоградської області. Власними силами разом з товаришами відновив розбитий екскаватор і почав працювати екскаваторником Байдаківського вугільного розрізу. Незабаром став бригадиром екскаваторників. Щорічно забезпечував видобуток 48000-50000 тонн вугілля понад план. За перші десять післявоєнних років тричі визнавався кращим машиністом екскаватора СРСР, ще тричі — Кіровоградської області. Працював на екскаваторі Д-300, постійно виконуючи план на 130-150 %.
Член КПРС з 1957 року.
У 1967 році був переведений працювати машиністом екскаватора спершу на Михайлівський, потім на Бандурівський вугільні розрізи комбінату «Олександріявугілля» Кіровоградської області.
Потім — на пенсії в місті Олександрії Кіровоградської області. Помер.
В об'єднанні «Олександріявугілля» був заснований приз імені Горовецького для кращих екскаваторних бригад.

## Нагороди
- Герой Соціалістичної Праці (29.06.1966)
- орден Леніна (29.06.1966)
- медаль «За трудову доблесть» (1956)
- медалі
- почесний знак «Шахтарська слава»